# Kilbuck
Kilbuck  è una township degli Stati Uniti d'America, nella contea di Allegheny nello Stato della Pennsylvania. Secondo il censimento del 2000 la popolazione è di 723 abitanti.

## Società

### Evoluzione demografica
La composizione etnica vede una prevalenza della razza bianca (98,89%), seguita quella afroamericana (0,55%), dati del 2000.
| township di Kilbuck Popolazione |     |
| 2000                            | 723 |
| Stima al 2009                   | 629 |